# Єн Мак'юен
Є́н Мак'ю́ен (Ian Russell McEwan) CBE, FRSA, FRSL — англійський письменник і сценарист. Один з найбільш визнаних британських авторів.[джерело?] У 2008 році журнал «The Times» включив Мак'юена у список п'ятдесяти найвидатніших британських письменників в період з 1945 року.
Першими опублікованими роботами Мак'юена були дві збірки оповідань, «First Love, Last Rites» (1975) і «In Between the Sheets» (1978). «The Cement Garden» (1978) та «The Comfort of Strangers» (1981) були його першими романами. Природа його робіт була такою, що йому дали прізвисько «Похмурий Єн» (Ian Macabre). Після цього він написав ще три досить успішних романи в 1980-х та ранніх 1990-х.
В 1997 він опублікував «Enduring Love», згодом екранізований. Отримав Букерівську премію за «Amsterdam» (1998). У 2001 опублікував роман «Спокута» (англ. «Atonement»), його екранізація отримала премію Оскар. Після цих романів були видані «Субота» (2003), «На березі» (2007), «Solar» (2010), «Sweet Tooth» (2012), «The Children Act» (2014), «Горіхова шкарлупа» (2016), та «Machines Like Me» (2019). У 2011 році отримав Єрусалимську премію.

## Погляди на релігію
У 2008 році Мак'юен публічно висловився проти ісламізму через погляди ісламістів на жінок та гомосексуальність. Цитувалися його слова про те, що ісламський фундаменталізм хоче створити суспільство, яке «викликає в нього жах і неприйняття». В італійській газеті «Corriere della Sera» були опубліковані його коментарі, де він захищав письменника Мартіна Аміса від звинувачень у расизмі. Мак'юен, котрий описував себе як атеїста, казав, що християнство було «так само абсурдним» і що йому не «подобаються ці середньовічні погляди на світ, за якими Бог прийде, щоб спасти вірних і покарати інших».
Пізніше Мак'юен розмістив на своєму офіційному сайті і в блозі наступне звернення:
Певні мої висловлювання до італійських журналістів були помилково зрозумілі в британській пресі й на різних вебсайтах. На відміну від доповідей, мої висловлювання були не про іслам, а про ісламізм — можливо «екстремізм» було б кращим терміном. Я ріс в мусульманській країні — Лівії — і маю лише теплі спогади про гідну, толерантну і гостинну ісламську культуру. В своєму інтерв'ю я говорив про нечисленну меншість, яка вимагає жорстокого джихаду, яка розпалює ненависть і жорстокість до безбожників, апостатів, євреїв та гомосексуалів; яка в своїх промовах та на вебсайтах полум'яно висловлюється проти свободи думок, плюралізму, демократії, жінок з відкритим обличчям; яка не терпить іншого розуміння ісламу, крім свого власного, і розглядає суфізм та інші відгалуження ісламу, як відступництво; яка вбиває, окрім інших, своїх єдиновірців-мусульман тисячами на ринках Іраку, Алжиру та Судану. Величезна кількість ісламських письменників, журналістів і релігійних діячів висловлювали свою відразу до цієї екстремістської жорстокості. Мій виступ проти таких речей навряд чи є «вражаючим» (Independent on Sunday) чи оригінальним з моєї сторони, не є він і „ісламофобським“ та „правопартійним“, як наполягають деякі офіційні особи Мусульманської ради Великої Британії, і не є він висловленим на підтримку помилок та жорстокостей зовнішньої політики США. Цей виступ лише закликає до звичайної людяності, яку, я маю надію, поділяють всі релігії, так само як всі невіруючі.
Мак'юен у 2008 був у списку більш ніж 200,000 письменників, що підписали петицію стосовно Роберто Савіано, що викрив неаполітанську мафію в своїй книзі, Gomorrah. Петиція вимагала від італійської поліції забезпечити повний захист Савіано від мафії, порівнюючи погрози натовпу стосовно Савіано з «тактикою, що використовується екстремістськими релігійними групами».
Мак'юен висловив підтримку щодо звільнення Sakineh Mohammadi Ashtiani, іранської жінки, присудженої до смерті через побиття камінням, через звинувачення у невірності.

## Переклади українською
- Субота І. Мак'юен; пер. з англ.: В. Дмитрук; — Львів: Кальварія, 2007.— 256 с. — ISBN 966-663-223-3
- Спокута І. Мак'юен; пер. з англ.: В. Дмитрук; — Львів: Кальварія, 2008. — 344 с. — ISBN 978-966-663-268-8
- Амстердам І. Мак'юен; пер. з англ.: О. Смольницька; — Київ: КМ-Букс, 2017. — 224 с. — ISBN 978-617-7489-30-5
- Горіхова шкарлупа І. Мак'юен; пер. з англ.: М. Семашина; — Київ: КМ-Букс, 2018. — 208 с. — ISBN 978-617-7535-95-8

## Екранізації
- Last Day of Summer (1984)
- The Cement Garden (1993)
- The Comfort of Strangers (1990)
- The Innocent (1993)
- Solid Geometry (2002)
- Enduring Love (2004)
- Спокута (2007)
- On Chesil Beach (2017)
- The Children Act (2017)
- The Child in Time (2017)

## Громадська діяльність
У 2018 р. підписав звернення Американського ПЕН-центру на захист українського режисера Олега Сенцова, який на той час був політв'язнєм у Росії.